# Jordi Rottier
Jordi Rottier (8 oktober 1997) is een Vlaams acteur.

## Biografie
Jordi Rottier is voornamelijk bekend als Guido Van den Bossche, de jongste zoon van Jan Van den Bossche en Linda Desmedt, in de VTM-soap Familie, een rol die hij van 2010 tot 2015 vertolkte. In 2012 kreeg hij de rol als de jongere versie van Vic De Wachter in de serie Salamander op Eén. Rottier studeert aan RITCS Royal Institute of Theatre, Cinema & Sound.

## Theater
- TILT! – Andy (2014) Theater aan de Stroom
- GRENZEN- 2016 theater van A TOT Z